# Achuar (langue)
Cet article concerne la langue achuar. Pour le peuple achuar, voir Achuar.
L’achuar (ou achual) est la langue jivaro parlée par les Achuar, en Amazonie péruvienne, dans la région de Loreto ainsi qu'en Équateur.

## Écriture
Environ 80 % d’Achuar savent lire en 2020, cependant il n’y a pas d’orthographe achuar standardisée, mais deux orthographes sont principalement utilisées, l’une dite « phonétique » et proche de l’orthographe espagnole et l’autre dite « phonémique » et proche des autres langues chicham.
| a | b | ch | d | e  | g | i  | j | k | m | n |
| ñ | p | r  | s | sh | t | ts | u | w | y |   |

L’orthographe dite phonétique utilise le digramme ‹ gu › avant ‹ e, i ›, et ‹ ü › si le ‹ u › est distinct, comme en espagnol. Le [ŋ] est transcrit ‹ nk › en fin de mot.
| a | ch | e | i | j | k | m | ng | n | p | r | s | sh | t | ts | u | w | y |

L’orthographe dite phonémique utilise le macron souscrit sous la voyelle pour indiquer sa nasalisation: ‹ a̱ e̱ i̱ u̱ › /ã ɨ̃ ĩ ũ/, et l’accent aigu pour indiquer l’accent tonique.